# Mancha Alta de Toledo
Die Comarca Mancha Alta de Toledo ist eine der zehn Comarcas in der Provinz Toledo der autonomen Gemeinschaft Kastilien-La Mancha.
Sie umfasst 19 Gemeinden auf einer Fläche von 2.880,83 km² mit dem Hauptort Quintanar de la Orden.

## Gemeinden
| Gemeinde                      | Einwohner (2024) | Fläche km² | Dichte Einw./km² | Cod INE | Postleitzahl |
| ----------------------------- | ---------------- | ---------- | ---------------- | ------- | ------------ |
| Cabezamesada                  | 332              | 59,83      | 6                | 45027   | 45890        |
| Camuñas                       | 1.767            | 102,03     | 17               | 45034   | 45720        |
| Consuegra                     | 9.758            | 358,49     | 27               | 45053   | 45700        |
| Corral de Almaguer            | 5.237            | 328,70     | 16               | 45054   | 45880        |
| Madridejos                    | 10.102           | 262,01     | 39               | 45087   | 45710        |
| Miguel Esteban                | 4.733            | 93,00      | 51               | 45101   | 45830        |
| Mora                          | 9.930            | 168,57     | 59               | 45106   | 45400        |
| La Puebla de Almoradiel       | 4.887            | 106,13     | 46               | 45135   | 45840        |
| Quero                         | 979              | 104,22     | 9                | 45141   | 45790        |
| Quintanar de la Orden         | 11.194           | 87,87      | 127              | 45142   | 45800        |
| El Romeral                    | 541              | 78,92      | 7                | 45149   | 45770        |
| Tembleque                     | 2.009            | 223,07     | 9                | 45166   | 45780        |
| El Toboso                     | 1.723            | 144,19     | 12               | 45167   | 45820        |
| Turleque                      | 692              | 100,85     | 7                | 45175   | 45789        |
| Villacañas                    | 9.489            | 268,51     | 35               | 45185   | 45860        |
| La Villa de Don Fadrique      | 3.553            | 83,15      | 43               | 45186   | 45850        |
| Villafranca de los Caballeros | 4.897            | 106,59     | 46               | 45187   | 45730        |
| Villanueva de Alcardete       | 2.963            | 147,26     | 20               | 45192   | 45810        |
| Villanueva de Bogas           | 676              | 57,44      | 12               | 45193   | 45410        |
| Comarca Mancha Alta de Toledo | 85.462           | 2.880,83   | 30               | –       | –            |